# Yusuke Nakatani
Yusuke Nakatani (中谷 勇介 Nakatani Yusuke?), född 22 september 1978 i Kyoto prefektur, är en japansk före detta fotbollsspelare.
Nakatani började sin karriär 1997 i Nagoya Grampus Eight. Efter Nagoya Grampus Eight spelade han för Urawa Reds, Kawasaki Frontale, Kashiwa Reysol, Kyoto Sanga FC, Tokyo Verdy och Khon Kaen FC. Han avslutade karriären 2013.